# IC3PEAK

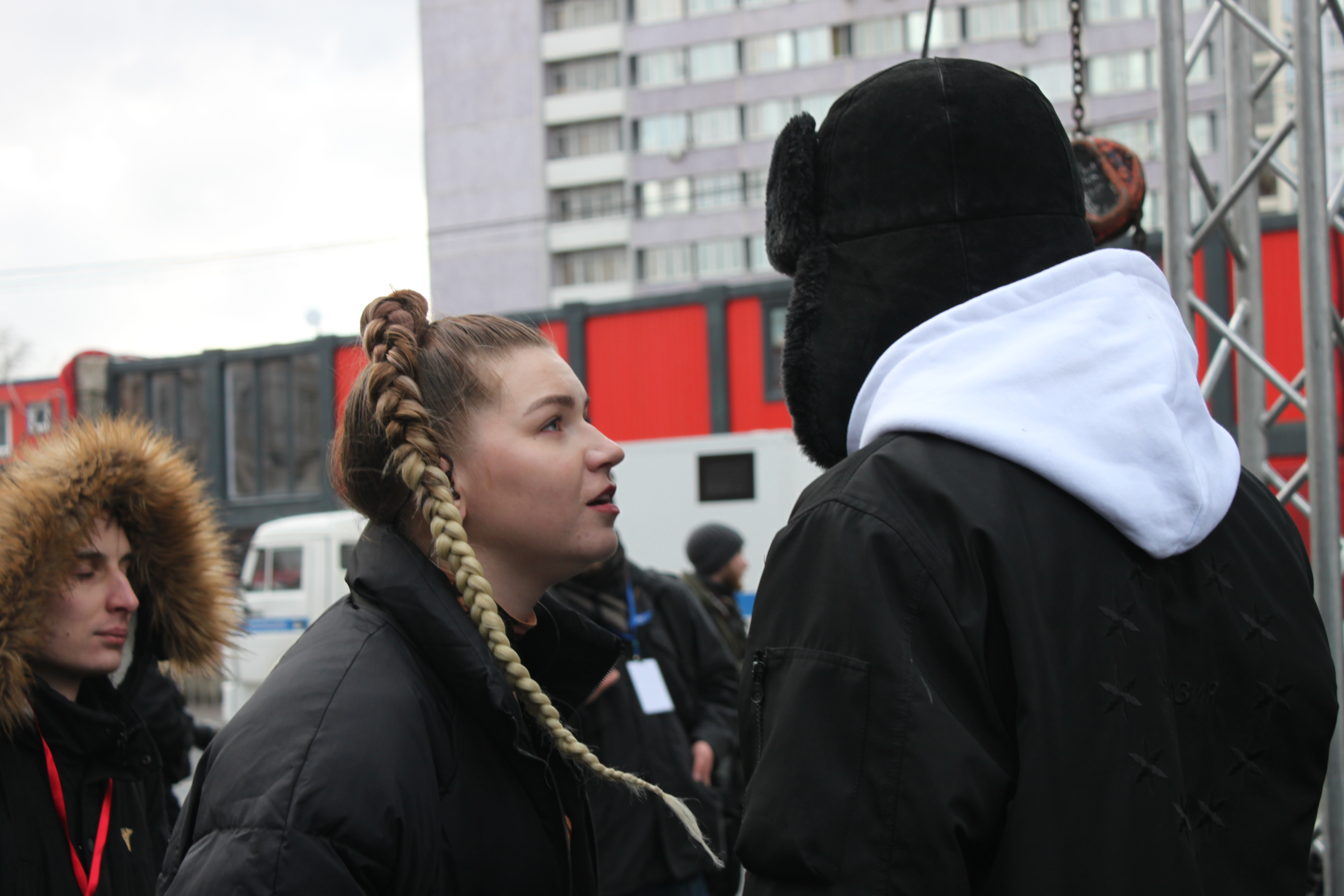
Anastasija Krieslina podczas protestu wyrażającego sprzeciw wobec utworzenia sieci RUNET, marzec 2019.

IC3PEAK – rosyjski zespół muzyczny tworzący eksperymentalną muzykę elektroniczną, założony w październiku 2013 roku w Moskwie przez Anastasiję Krieslinę i Nikołaja Kostylewa. Pierwsze piosenki nagrywał w języku angielskim, z czasem przechodząc jednak na twórczość w języku rosyjskim. 
Zespół zdobył międzynarodową rozpoznawalność dzięki ekscentrycznej estetyce teledysków, a także twórczości radykalnie krytykującej władze Władimira Putina, która sprowadziła na muzyków bezpośrednie represje. W 2018 roku zasięg zaplanowanej trasy koncertowej grupy w wyniku cenzury został radykalnie ograniczony w Rosji oraz na Białorusi.

## Historia
Muzycy mieli problemy z wymyśleniem nazwy zespołu. Postanowili, że zainspirują się pierwszą ujrzaną rzeczą. Była nią torba na laptop marki Icepeak, należąca do Anastazji. Litera „E” została zapisana w odbiciu lustrzanym, analogicznie jak w nazwie zespołu KoЯn. 
Pierwszy koncert odbył się w Petersburgu. W 2014 r. zespół nagrał minialbum „Vacuum” we Francji, dwa lata później odbyli trasę koncertową po Stanach Zjednoczonych i Meksyku, występowali również w Brazylii. Rok później IC3PEAK otrzymał nagrodę Jager Music Awards w kategorii muzyka elektroniczna oraz rosyjską nagrodę „Złoty Gargulec” za najlepszy projekt roku. W 2015 roku odbyli trasę koncertową w Europie i Azji. W 2018 roku zespół wydał płytę „Słodkie życie” (ros. Сладкая жизнь) zawierającą utwór „Death No More” i zaczął angażować się w działalność polityczną i społeczną. Muzycy protestowali przeciw agresywnej polityce Władimira Putina, opowiadali się przeciw jakiejkolwiek cenzurze w sztuce. Po represjach ze strony władz rosyjskich w 2018 roku zdecydowali się nie odwoływać uprzednio zaplanowanych koncertów, ale nie zawsze było to możliwe. 10 marca 2019 roku wystąpili na proteście przeciw utworzeniu sieci RUNET i cenzurze internetu, na którym wykonali utwór „Death No More”. W sierpniu tego roku śpiewali dla uczestników protestu przeciwrządowego, który zgromadził ponad 60 tys. osób. 

## Represje władz rosyjskich
Działania represyjne rosyjskich władz wobec IC3PEAK nasiliły się po wydaniu w listopadzie 2018 utworu „Death No More” o bezpośrednim politycznym wydźwięku. Anastasija napisała tekst piosenki po wysłuchaniu przemówienia Władimira Putina. W grudniu 2018 przed wyznaczonym koncertem w Nowosybirsku Anastasija i Nikołaj zostali zatrzymani na dworcu kolejowym i przewiezieni do lokalnego aresztu. W wyniku nagłośnienia zatrzymania artystów i międzynarodowej presji ze strony zagranicznych muzyków, członkowie zespołu zostali zwolnieni z aresztu bez spisania protokołów. Zatrzymanie poprzedzone zostało serią gróźb w stronę muzyków, a także prób uniemożliwienia prowadzenia trasy koncertowej poprzez m.in. fałszywe alarmy bombowe oraz nawoływania ze strony rosyjskich polityków do ochrony małoletnich. 4 grudnia, przed koncertem w Saratowie, policja przeszukała fanów zespołu, pomieszczenia klubu oraz sfotografowała ludzi, którzy przyszli na wydarzenie i ich dokumenty. Przed koncertem w Permie 27 listopada na miejscu pojawili się między innymi funkcjonariusze FSB, którzy zatrzymali muzyków na podwórzu i zażądali od właściciela klubu rozwiązania umowy z zespołem na wynajem lokalu.  
Nikołaj Kostylew skomentował wydarzenia w słowach: „To jest surrealistyczne. Sami znaleźliśmy się w tej mrocznej bajce, o której śpiewamy. Nieprawdopodobna sytuacja. Ściga nas FSB, przeszukują nas, odwołują koncerty. A to wszystko dlatego, że tworzymy muzykę i kręcimy teledyski”. 
W drugiej połowie marca 2022 zespół wydał po dwuletniej przerwie nowy utwór "Dead But Pretty", który ponownie zwrócił międzynarodową uwagę na grupę poprzez antywojenny przekaz uderzający w trwającą wówczas od miesiąca inwazję Rosji na Ukrainę. Na początku 2022 roku zespół planował trasę koncertową po Rosji i Ukrainie, która miała odbyć się w kwietniu, ale nie doszła do skutku. Muzycy odwołali koncerty w Rosji. Wyjaśnili, że w obecnej sytuacji nie czują się w tym kraju bezpiecznie. 

## Dyskografia
Albumy
| Rok  | Tytuł                           |
| ---- | ------------------------------- |
| 2015 | «IC3PEAK»                       |
| 2015 | «より多くの愛»                  |
| 2016 | «Fallal»                        |
| 2017 | «Сладкая жизнь» (Słodkie życie) |
| 2018 | «Сказка» (Bajka)                |
| 2020 | «До свидания» (Do widzenia)     |
| 2022 | «Kiss Of Death»                 |
| 2025 | « Coming Home»                  |

Teledyski
| Rok  | Tytuł                |
| ---- | -------------------- |
| 2014 | «ETHER»              |
| 2014 | «VACUUM»             |
| 2016 | «GO WITH THE FLOW»   |
| 2017 | «KAWAII WARRIOR»     |
| 2017 | «SO SAFE»            |
| 2017 | «MAKE YOU CRY»       |
| 2017 | «SAD BITCH»          |
| 2018 | «THIS WORLD IS SICK» |
| 2018 | «FAIRY TALE»         |
| 2018 | «DEATH NO MORE»      |
| 2020 | MARCH                |
| 2020 | WHOO-HOO             |
| 2022 | DEAD BUT PRETTY      |
| 2022 | «KISS OF DEATH»      |

Single
- «Ellipse» (2014)
- «I’ll Be Found Remixes» (2014)
- «Really Really» (2014)
- «Kawaii/Warrior» (2016)
- «КТО» (2017)
- «Monster» (2017)
- «THIS WORLD IS SICK» (2018)
- «Сказка» (2018)
- «Марш» (2020)
- «TRRST» (2020)
- «VAMPIR» (2021)
- «Червь/Worm» (2022)
- «Dead But Pretty» (2022)
- «Hey» (2023)

EP (minialbumy)
- «Substances» (2014)
- «I'll Be Found Remixes» (2014)
- «Vacuum» (2014)
- «So Safe Remixes» (2017)